# Sabana del Madroño
Sabana del Madroño är en ort i Mexiko.   Den ligger i kommunen Villa de Allende och delstaten Mexiko, i den sydöstra delen av landet, 100 km väster om huvudstaden Mexico City. Sabana del Madroño ligger 2 635 meter över havet och antalet invånare är 639.
Terrängen runt Sabana del Madroño är kuperad söderut, men norrut är den platt. Runt Sabana del Madroño är det ganska tätbefolkat, med 104 invånare per kvadratkilometer. Närmaste större samhälle är Valle de Bravo, 19,2 km sydväst om Sabana del Madroño. I omgivningarna runt Sabana del Madroño växer i huvudsak blandskog.